# Julie Anthony
Julie Anthony (13 gennaio 1948) è un'ex tennista statunitense.

## Biografia
Durante la sua carriera giunse in finale nel doppio al Roland Garros nel 1975 perdendo contro la coppia composta da Chris Evert e Martina Navrátilová in due set (6-3, 6-2), la sua compagna nell'occasione era Ol'ga Morozova. 
Al Torneo di Wimbledon del 1974 giunse in semifinale in coppia con Ramona Schallau, anche negli US Open del 1979 mancò di poco la finale.
Nel singolo il suo miglior piazzamento fu al Torneo di Wimbledon del 1972 quando giunse agli ottavi di finale dove affrontò Chris Evert venendo sconfitta in due set (6-3,6-2).